# Pristimantis phalaroinguinis
Pristimantis phalaroinguinis es una especie de anfibio anuro de la familia Craugastoridae.

## Distribución geográfica
Esta especie es endémica de la región de Cajamarca en Perú. Se encuentra entre los 1800 y 2600 m sobre el nivel del mar en la vertiente occidental de la Cordillera Occidental.

## Publicación original
- Duellman & Lehr, 2007: Frogs of the genus Eleutherodactylus (Leptodactylidae) in the Cordillera Occidental in Peru with descriptions of three new species. Scientific Papers, Natural History Museum, University of Kansas, n.º 39, p. 1-13.[6]